# 산마리노 그랑프리

산마리노 그랑프리(이탈리아어: Gran Premio di San Marino, 영어: San Marino Grand Prix)는 이탈리아의 F1 경주이다.